# أل بيرس
أل بيرس (بالإنجليزية: Al Pearce)‏ هو مغني أمريكي، ولد في 25 يوليو 1898 في سان خوسيه في الولايات المتحدة، وتوفي في 2 يونيو 1961 في شاطئ نيوبورت في الولايات المتحدة.

## وصلات خارجية
- أل بيرس على موقع IMDb (الإنجليزية)
- أل بيرس على موقع قاعدة بيانات الفيلم (الإنجليزية)